# Listă de medieviști
Pagina de față include pe cei care s-au ocupat sau se ocupă de lumea medievală, în multiplele sale aspecte (istorie politică, socială, culturală, ecleziastică, literară etc.).

## A
- David Abulafia
- Viorel Achim
- Helene Ahrweiler
- Paul J. Alexander
- Maria Matilda Alexandrescu Dersca-Bulgaru
- Paul Alphandery
- Franz Altheim
- Alfred J. Andrea
- Ștefan Andreescu
- Dimităr Angelov
- Michael Angold
- Emanuel Antoche
- Benjamin Arbel
- Philippe Aries
- Girolamo Arnaldi
- Adolf Armbruster
- Aziz Suryal Atiya

## B
- Bernard Bachrach
- Janos Bak
- Michel Balard
- John W. Baldwin
- Laura Balletto
- Malcolm Barber
- Daniel Barbu
- Violeta Barbu
- Enrico Basso
- Norman H. Baynes
- Nicolae Bănescu
- Hans Georg Beck
- Dan Berindei
- Mihnea Berindei
- Luigi Andrea Berto
- Enrico Besta
- Thomas N. Bisson
- Marc Bloch
- Arcadie Bodale
- Silvano Borsari
- Arno Borst
- Charles M. Brand
- Fernand Braudel
- Gheorghe Brătianu
- Louis Bréhier
- Stelian Brezeanu
- Peter Brown
- Thomas S. Brown
- Robert Browning
- James A. Brundage
- Louise Buenger Robbert
- Peter Burke [1]
- John B. Bury

## C
- Claude Cahen
- Joseph Calmette
- Averil Cameron
- Genoveva Cankova-Petkova
- Norman Cantor
- Lidia Capo
- Angela Caracciolo Arico
- Franco Cardini
- Antonio Carile
- Marc Carrier
- Linda L. Carroll
- Guglielmo Cavallo
- Matei Cazacu
- Florentina Cazan
- Virgil Cândea
- Ileana Căzan
- Roberto Cessi
- Ferdinand Chalandon
- Peter Charanis
- Rafael-Dorian Chelaru
- Jean-Claude Cheynet
- Eric Christiansen
- Krijnie Ciggaar
- Virgil Ciocâltan
- Carlo Cipolla
- Peter Classen
- Andre Clot
- Francesco Cognasso
- Norman Cohn
- Silvana Collodo
- Marian Coman
- Giles Constable
- Radu Constantinescu
- Florin Constantiniu
- Philippe Contamine
- Pierre Courcelle
- Giorgio Cracco
- Ovidiu Cristea
- Elisabeth Crouzet-Pavan
- Florin Curta

## D
- Gilbert Dagron
- Francesco Dall'Aglio
- Gerald W. Day
- Aurel Decei
- Robert Delort
- Alain Demurger
- Eugen Denize
- George T. Dennis
- Kelly DeVries
- Petre Diaconu
- Charles Diehl
- Neagu Djuvara
- Franz Doelger
- Ion Donat
- Alphons Dopsch
- Ioan Drăgan
- Georges Duby
- Charles Du Cange
- Alain Ducellier
- Ivan Dujcev
- Bruno Dumezil
- Alphonse Dupront
- Jean Duvernoy
- Francis Dvornik

## E
- Peter Edbury
- Susan Edgington
- Alexandru Elian
- Carl Erdmann
- George Every

## F
- Edmond Faral
- Gina Fasoli
- Jean Favier
- Lucien Febvre
- Giorgio Fedalto
- Costin Feneșan
- Jean Flori
- Henri Focillon
- Jaroslav Folda
- Robert Folz
- Patricia Fortini Brown
- Robert Fossier
- John K. Fotheringham
- John France

## G
- Francesco Gabrieli
- Mario Gallina
- Francois Louis Ganshof
- Deno J. Geanakoplos
- Patrick J. Geary
- Bronislaw Geremek
- Otto Gierke
- Edward Gibbon
- Joseph Gill
- Etienne Gilson
- Carlo Ginzburg [2]
- Constantin C. Giurescu
- Ștefan S. Gorovei
- Vasile Grecu
- Henri Gregoire
- Rene Grousset
- James S. Grubb
- Venance Grumel
- Mihail Guboglu
- Bernard Guenee
- Alain Guerreau
- Rodolphe Guilland
- Petre Guran
- Aaron Jakowlewitsch Gurewitsch

## H
- Walter Haberstumpf
- Hans Haefele
- Louis Halphen
- Paul Halsall
- Bernard Hamilton
- Jonathan Harris
- Bogdan Petriceicu Hasdeu
- Jacques Heers
- Benjamin Hendrickx
- Judith Herrin
- Wilhelm Heyd
- Robert Holtzmann
- Walther Holtzmann
- Peter Hoppenbrouwers
- Kurt Horedt
- Johan Huizinga
- Herbert Hunger
- Zsolt Hunyadi
- Joan M. Hussey

## I
- Nicolae Iorga
- Sergiu Iosipescu

## J
- David Jacoby
- Peter Jackson
- Romilly Jenkins
- Konstantin Josef Jireček

## K
- Ernst Hartwig Kantorowicz
- Sergei Karpov
- Aleksandr Kazhdan
- Benjamin Z. Kedar
- Walther Kienast
- Gabor Klaniczay
- Tibor Klaniczay
- August C. Krey

## L
- Angeliki Laiou
- Paolo Lamma
- John L. La Monte
- Richard Landes
- Frederic C. Lane
- Charles-Victor Langlois
- Michel Lascaris
- Vitalien Laurent
- George Lazăr
- Vittorio Lazzarini
- Jacques Le Goff
- Bernard Leib
- Paul Lemerle
- Emmanuel Le Roy Ladurie
- Albert Lecoy de la Marche
- Eugene Lefevre-Pontalis
- Karl Leyser
- Alfons Lhotsky
- Alain de Libera
- Ralph-Johannes Lilie
- Alberto Limentani
- Gennadij G. Litavrin
- Raymond J. Loenertz
- Jean Longnon
- Milan Loos
- Roberto S. Lopez
- Ferdinand Lot
- Cristian Luca
- Antal Lukacs
- Gino Luzzatto

## M
- Michele Maccarrone
- Thomas Madden
- Alexandru Madgearu
- Roberto Maestri
- Paul Magdalino
- Leontios Makhairas
- Harry J. Magoulias
- Hans Maner
- Camillo Manfroni
- Cyril Mango
- Radu Manolescu
- Raoul Manselli
- Șerban Marin
- Constantin Marinescu
- Giuseppe Martini
- Giuseppe Marzemin
- Gianluca Masi
- Louis de Mas Latrie
- Tomaz Mastnak
- Mihai Maxim
- Sally McKee
- John R. Melville-Jones
- Ramon Menendez Pidal
- Haralambie Mihăescu
- William Miller
- Michel Mollat
- Theodor Mommsen
- Gennaro Maria Monti
- Giovanni Monticolo
- Gyula Moravcsik
- Raffaele Morghen
- Colin Morris
- Dana Carleton Munro
- Dan Ioan Mureșan
- Bogdan Murgescu
- Lucien Musset
- Petăr Mutafciev

## N
- Petre Năsturel
- Donald M. Nicol
- Walter Norden
- John Julius Norwich

## O
- Dmitri Obolensky
- Werner Ohnsorge
- Nikolaos Oikonomides
- Dimitrie Onciul
- Sandra Origone
- Gherardo Ortalli
- George Ostrogorsky
- Catherine Otten-Froux

## P
- Sidney Painter
- Tivadar Palagyi
- Francisc Pall
- Petre P. Panaitescu
- Erwin Panofsky
- Șerban Papacostea
- Gaston Paris
- Michel Pastoureau
- Albert Pauphilet
- Ovidiu Pecican
- Thierry Pecout
- Jaroslav Pelikan [3][4][5]
- Kenneth Pennington
- Istvan Perczel
- Regine Pernoud
- Agostino Pertusi
- Giovanna Petti Balbi
- Nagy Pienaru
- Andrei Pippidi
- Henri Pirenne
- Rene Poupardin
- James Powell
- Borislav Primov
- Omeljan Pritsak
- John H. Pryor

## Q
- Donald Queller

## R
- Dorit Raines
- Giorgio Ravegnani
- Constantin Rezachevici
- Paul Riant
- Jean Richard
- Pierre Riche
- Jonathan Riley-Smith
- Oana Rizescu
- Gerhard Roesch
- Bruno Rosada
- Paul Rousset
- Steven Runciman
- Roberto Rusconi

## S
- Aurelian Sacerdoțeanu
- Marianne Saghy
- Tudor Sălăgean
- Franz-Josef Schmale
- Bernhard Schmeidler
- Alois Schmid
- Felicitas Schmieder
- Jean-Claude Schmitt
- Percy Ernst Schramm
- Ernesto Sestan
- Kenneth M. Setton
- Ihor Sevcenko
- Alexandru Simon
- Dennis Sinor
- Gabrielle M. Spiegel
- Victor Spinei
- Eugen Stănescu
- Federico Stefani
- Paul Stephenson
- James Ross Sweeney
- Maria Magdalena Szekely

## T
- Alice-Mary Talbot
- Nicolae-Șerban Tanașoca
- Vasilka Tăpkova-Zaimova
- Tudor Teoteoi
- Giampaolo Tognetti
- Răzvan Theodorescu
- Amedee Thierry
- Freddy Thiriet
- Brian Thierney
- Lynn Thorndike
- Christine Thouzellier
- Warren Treadgold
- Șerban Turcuș

## U
- Mathilde Uhlirz
- Walter Ullmann
- William Urban
- Leopoldo Usseglio

## V
- Filip Van Tricht
- A. A. Vasiliev
- Virgil Vătășianu
- Andrei Veress
- Charles Verlinden
- George Vernadsky
- Andre Vernet
- Michel Villey
- Pavel Vinogradov
- Cinzio Violante
- Speros Vryonis jr.

## W
- Natalis de Wailly
- Georg Waitz
- Mark Whittow
- Chris Wickham
- Robert Lee Wolff
- Herwig Wolfram
- Diana G. Wright

## Z
- Elizabeth Zachariadou
- Petronel Zahariuc
- Dionysios Zakythinos
- Gheorghe Zbuchea
- Monique Zerner
- Walter Ziegler
- Harald Zimmermann
- Michel Zink
- Vasil Zlatarsky
- Giulio Zorzanello